# Bayanlig
Bayanlig (mongoliska: Баянлиг Сум, Баянлиг, Bayanlig Sum) är ett distrikt i Mongoliet.   Det ligger i provinsen Bajanchongor, i den centrala delen av landet, 600 km sydväst om huvudstaden Ulaanbaatar. Antalet invånare är 3 316.